# Michel Bellen
Pour les articles homonymes, voir Bellen.
Michel Bellen est un tueur en série belge né le 13 janvier 1946 à Anvers et mort le 10 juin 2020 à Bierbeek. Il a tué 4 personnes.

## Premiers meurtres
En août 1964, Michel Bellen, agresse une femme à la sortie d'un supermarché de Linkeroever avant de la violer dans une ruelle et de l'étrangler avec du fil barbelé.
En 1965, il récidive à deux reprises avant d'être attrapé. Il est condamné à la prison à perpétuité.

## Récidive
En 1982, 17 ans de prison plus tard, Michel Bellen est libéré. Mais quatre mois plus tard, il assassine une étudiante à Louvain.
En 1984, il est interné.
Il meurt le 10 juin 2020, à l'âge de 74 ans.